# بنك ايفوري
بنك ايفوري هو بنك تجاري في جنوب السودان. وهو أحد البنوك التجارية المرخص لها بالعمل في جنوب السودان، من قبل بنك جنوب السودان، الجهة الرقابية المصرفية الوطنية. كان البنك من أوائل المؤسسات المالية التي تم افتتاحها لخدمة الاحتياجات المصرفية للأشخاص في جنوب السودان.

## التاريخ
تأسس بنك ايفوري في عام 1994 من قبل مجموعة من رجال الأعمال من جنوب السودان لخدمة الاحتياجات المصرفية للأشخاص والشركات في جنوب السودان. احتفظ البنك في الأصل بمقره الرئيسي في الخرطوم ، السودان . في أبريل 2009 ، نقل البنك المقر إلى جوبا ، العاصمة وأكبر مدينة في جنوب السودان .

## شبكة الفروع
اعتبارا من أكتوبر 2013 أحتفظ البنك على فروع في المواقع التالية:
1. الفرع الرئيسي - جوبا ، جنوب السودان
2. فرع العويل - العويل ، جنوب السودان
3. فرع الخرطوم - الخرطوم ، السودان [4]
4. فرع ملكال - ملكال ، جنوب السودان
5. فرع الرنك - الرنك ، جنوب السودان
6. فرع واو - واو ، جنوب السودان
7. فرع يي - يي ، جنوب السودان
8. فرع كايا - كايا ، جنوب السودان
9. فرع نيمول - نيمول ، جنوب السودان
10. فرع ناصر - ناصر ، جنوب السودان
11. فرع الرصاف - الرصاف ، جنوب السودان